# Crescenza Guarnieri
Crescenza Guarnieri (Monopoli, 26 aprile 1967) è un'attrice italiana.

## Biografia

### Gli inizi e il teatro
Nata a Monopoli, in provincia di Bari, si forma a Roma, sotto la direzione artistica del maestro Orazio Costa.
Debutta in teatro nel 1989 con Assassinio nella cattedrale di Thomas Stearns Eliot, per la regia di Pino Manzari. Nota come interprete di monologhi, è stata diretta da Nicola Pistoia in Niente, più niente al mondo, tratto da un testo di Massimo Carlotto. 
Ha recitato in Tango (2000), scritto e diretto da Francesca Zanni, spettacolo che tratta il tema dei desaparecidos in Argentina. Attiva anche nel teatro classico, è stata diretta da Gigi Proietti nel Romeo e Giulietta di William Shakespeare (2003). Ha dimostrato vis comica, affiancando per esempio Lillo & Greg in Work in regress (2004). 
Prosegue quindi un percorso di ricerca di nuovi linguaggi, portando in scena testi come Maria Stuarda, adattato assieme a Dacia Maraini e Maria Laura Baccarini (2015), o Rumori fuori scena (2016), tratto da Michael Frayn.

### La televisione e il cinema
Approda in televisione agli inizi degli anni '90 lavorando principalmente come attrice comica. Alcune trasmissioni d'intrattenimento accanto a personaggi come Gianni Boncompagni e soprattutto Pippo Franco, in particolare La sai l'ultima in cui si cimenta nell'arte di raccontare barzellette utilizzando un caratteristico accento pugliese, le donano una forte popolarità presso il pubblico televisivo. Si distingue negli anni seguenti come interprete di numerose serie televisive andate in onda sui canali RAI e Mediaset fra le quali Carabinieri, Il giudice Mastrangelo e Don Matteo.
Attiva anche nel cinema, principalmente in ruoli da comprimaria, spesso in film d'autore o comunque di forte impatto sociale. Fra questi si ricordano Mine vaganti, (2010), di Ferzan Özpetek, nel ruolo di Antonietta e La verità sta in cielo (2016), di Roberto Faenza, dove le viene affidato il ruolo della madre di Emanuela Orlandi.

## Vita privata
Da tempo vive fra Roma e Parigi: in quest'ultima città si dedica a progetti di teatro sociale.

## Filmografia

### Cinema
- A.A.A.Achille, regia di Giovanni Albanese (2003)
- Il pugile e la ballerina, regia di Francesco Suriano (2005)
- Mine vaganti, regia di Ferzan Özpetek (2010)
- Fuorigioco, regia di Carlo Benso (2013)
- Io che amo solo te, regia di Marco Ponti (2015)
- La verità sta in cielo, regia di Roberto Faenza (2016)
- La cena di Natale, regia di Marco Ponti (2016)
- La sindrome di Antonio, regia di Claudio Rossi Massimi (2017)

### Televisione
- Storia di una famiglia perbene, regia di Stefano Reali – serie TV (2021)